# 鹰山 (明尼苏达州)
鹰山（英语：Eagle Mountain）位于美国明尼苏达州库克县北部，海拔701米（2301英尺），是明尼苏达州海拔最高的自然景观，其海拔在美国各州海拔最高自然景观中排名第37位。另有同名的鹰山同样位于明尼苏达州北部，海拔稍低。
鹰山距明尼苏达州最低海拔苏必利尔湖湖岸（海拔183米）仅有24公里（15英里）距离，是加拿大地盾的一部分。登顶大约需要2.5小时，登顶路线长5.6公里（3.5英里），海拔上升168米（550英尺）。